# Muzafer Sherif
Muzafer Sherif, turško-ameriški psiholog, * 26. julij 1906, Ödemiş, İzmir, Otomansko cesarstvo (danes Turčija), † 16. oktober 1988, Fairbanks, Aljaska, ZDA.
V svoji doktorski disertaciji se je ukvarjal z avtokinetičnim učinkom.